# Локобе
Локобе (Lokobe) је интегрални природни резерват на Мадагаскару. Налази се на острву Носи Бе, поред северозападне обале Мадагаскара. То је вулкански предео, са квартарним еруптивним стенама. Терен је брдовит, а нека брда се оштро спуштају према мору. Цео резерват је покривен густом шумом. Најчешће биљне врсте су палме, ароматично дрво рами и тонтороњо дрво, које се користи за израду скулптура. Ту живи ендемични локобо лемур, цирево и цици лемур, патуљасти водомар, мадагаскарска сова и многе друге врсте.  

## Извор
- https://web.archive.org/web/20120612164717/http://www.parcs-madagascar.com/madagascar-national-parks_en.php?Navigation=25